# HLA-DOA
HLA-DOA (англ. Major histocompatibility complex, class II, DO alpha) – білок, який кодується однойменним геном, розташованим у людей на короткому плечі 6-ї хромосоми. Довжина поліпептидного ланцюга білка становить 250 амінокислот, а молекулярна маса — 27 599.
| 10         |  | 20         |  | 30         |  | 40         |  | 50         |
| ---------- |  | ---------- |  | ---------- |  | ---------- |  | ---------- |
| MALRAGLVLG |  | FHTLMTLLSP |  | QEAGATKADH |  | MGSYGPAFYQ |  | SYGASGQFTH |
| EFDEEQLFSV |  | DLKKSEAVWR |  | LPEFGDFARF |  | DPQGGLAGIA |  | AIKAHLDILV |
| ERSNRSRAIN |  | VPPRVTVLPK |  | SRVELGQPNI |  | LICIVDNIFP |  | PVINITWLRN |
| GQTVTEGVAQ |  | TSFYSQPDHL |  | FRKFHYLPFV |  | PSAEDVYDCQ |  | VEHWGLDAPL |
| LRHWELQVPI |  | PPPDAMETLV |  | CALGLAIGLV |  | GFLVGTVLII |  | MGTYVSSVPR |
|            |  |            |  |            |  |            |  |            |

A: Аланін

C: Цистеїн

D: Аспарагінова кислота

E: Глутамінова кислота

F: Фенілаланін

G: Гліцин

H: Гістидин

I: Ізолейцин

K: Лізин

L: Лейцин

M: Метіонін

N: Аспарагін

P: Пролін

Q: Глутамін

R: Аргінін

S: Серин

T: Треонін

V: Валін

W: Триптофан

Задіяний у такому біологічному процесі, як імунітет. 
Локалізований у мембрані, лізосомі, ендосомах.